# Historische Landschaft
Die historische Landschaft (ähnlich Geschichtslandschaft) ist ein geschichtswissenschaftlicher Forschungsbegriff des 20. Jahrhunderts im Bereich der Landesgeschichte. Es handelt sich dabei um eine meist naturräumlich abgegrenzte Region (Landschaft), deren Geschichte der Besiedlung durch den Menschen erforscht wird. Unter einer historischen Landschaft wird vor allem verstanden, dass deren Bewohner – unabhängig von sich ändernden Herrschafts- und Wirtschaftsstrukturen (und meistens geringfügigen Änderungen der Grenzen) – ein identitätsstiftendes Gefühl der historisch gewachsenen Zusammengehörigkeit haben.

## Abgrenzung gegenüber dem geographischen Landschaftsbegriff
Auch der geographische Landschaftsbegriff ist relativ neu und nicht eindeutig definiert. Sowohl in der Literatur als auch in Fachbüchern wird der Begriff Landschaft in unterschiedlichen Bedeutungen benutzt. Gegenüber dem naturwissenschaftlichen Landschaftsbegriff der Geographie, der den räumlichen Aspekt betont, betrachtet der geisteswissenschaftliche Landschaftsbegriff der Geschichtswissenschaften vor allem die zeitliche Dimension. Zwischen beiden Landschaftsbegriffen bestehen Überschneidungen und Übergänge, am deutlichsten im Begriff der Kulturlandschaft: Sie ist einerseits nicht denkbar ohne die naturräumlichen Gegebenheiten, insbesondere die Geomorphologie und die Bodenbeschaffenheit. Andererseits berücksichtigt auch sie die prozesshafte Umgestaltung der Landschaft durch den Menschen. Gegenüber der Kulturlandschaft ist die historische Landschaft aber vor allem gekennzeichnet durch das Vorhandensein von Zentralorten, insbesondere in ihrer Funktion als Herrschaftsmittelpunkte. Die Herrschaftsstruktur hat für die historische Landschaft eine ungleich größere Bedeutung als für die Kulturlandschaft oder gar die geographische Landschaft. Für die historische Landschaft besteht ein größeres Erfordernis an interdisziplinärer Forschungsarbeit.

## Begrifflichkeiten
Die Vielfalt der Betrachtungsmöglichkeiten zeigt sich bei der Anwendung der beiden Grundbegriffe Landschaft und Raum: Gesprochen wird von Kulturlandschaft, Industrielandschaft, Sprachlandschaft, Stadtrechtslandschaft usw. bzw. von Naturraum, Wirtschaftsraum, Sprachraum, Kulturraum usw.: Alle diese Begriffe sind räumlich orientiert, aber nicht denkbar ohne geschichtliche Veränderungsprozesse. Eine eindeutige Abgrenzung der vielfältigen Landschaftsbegriffe an der Schnittstelle von Geographie und Geschichte ist nicht möglich. Daher gibt es auch keine verbindlich definierte Terminologie.
Im Bereich der Geschichtswissenschaft kann Landschaft auch die Landstände bedeuten, eine politische Vertretungskörperschaft des Spätmittelalters und der frühen Neuzeit.

## Historische Landschaft am Beispiel Brandenburg
Die Mark Brandenburg als historischer Kern des Bundeslandes Brandenburg lässt sich schwerlich als historische Landschaft bezeichnen; dazu fehlt ihr die naturräumliche Geschlossenheit. Sinnvoller sind die Altmark, die Mittelmark und die Neumark als historische Landschaften zu bezeichnen, wegen ihrer naturräumlichen Abgrenzung untereinander durch Elbe und Oder. Anders dagegen die Kurmark, deren Abgrenzung nicht naturräumlich, sondern rechtlich bedingt war. 
Der Begriff der historischen Landschaft ist aber auch kleinräumiger zu verstehen: So gelten zum Beispiel innerhalb der Mittelmark das Havelland, der Teltow und der Barnim als historische Landschaften, abgegrenzt vor allem durch Spree und Havel und deren Nebenflüsse (Rhin, Nuthe, Notte, Dahme usw.). Diese Teillandschaften Brandenburgs entstanden im Mittelalter spätestens durch den Zuzug deutscher Siedler, sind aber teilweise im Kern schon auf slawische Stammesgebiete zurückzuführen.
Neuzeitlich ist die 1815 entstandene Provinz Brandenburg, die aber nicht als historische Landschaft bezeichnet werden kann, weil ihr aufgrund ihrer Größe sowohl die (relative) naturräumliche Geschlossenheit als auch die herrschaftliche Kontinuität fehlt, denn sowohl das Land Jüterbog als auch die Niederlausitz zählten bis dahin nicht zu Brandenburg-Preußen. Der Neuzuschnitt der Provinz Brandenburg beruhte mehr auf Gesichtspunkten verwaltungsmäßiger Zweckmäßigkeit.
Auch die Bildung der Bezirke Potsdam, Frankfurt (Oder) und Cottbus im Bereich der ehemaligen Mittelmark 1952 (bis 1990) war bedingt von verwaltungsmäßiger Zweckmäßigkeit, aber auch von bewusster Abkehr von der brandenburgisch-preußischen Vergangenheit. 
Durch die Brandenburger Kreisreform 1993 sind die alten historischen Landschaften nur noch bedingt erkennbar, zum Beispiel die Uckermark, die Prignitz (aufgeteilt in zwei Landkreise), aber auch Teltow und Fläming (Land Jüterbog), zusammengefasst zu einem Landkreis. Der Landkreis Potsdam-Mittelmark umfasst entgegen seinem Namen nur die historische Landschaft Zauche. Der Landkreis Barnim umfasst nur noch den westlichen Teil des Barnim. Sein östlicher Teil wurde mit dem Land Lebus zum Landkreis Märkisch-Oderland zusammengefasst. Den Einwohnern Strausbergs und seiner Umgebung, heute zum Landkreis Märkisch-Oderland gehörig, droht das Bewusstsein abhandenzukommen, historisch gesehen zum (scheinbar nur noch Nachbar seienden) Barnim zu gehören. Die Gebietsreform beachtete naturräumliche Bedingungen (im Falle des Barnim die Löcknitz-Stöbber-Rinne mit dem Roten Luch) und gewachsene historische Strukturen nur bedingt; vorrangig war das Ziel die Schaffung etwa gleich großer Verwaltungseinheiten.
Sowohl das Historische Ortslexikon Brandenburg als auch das Brandenburgische Namenbuch gehen bei ihrer Gliederung in Teilbände von zehn historischen Landschaften aus: Barnim, Beeskow-Storkow, Havelland, Jüterbog-Luckenwalde, Lebus, Prignitz, Ruppin, Teltow, Uckermark und Zauche-Belzig. Der Band Niederlausitz wurde gesondert herausgegeben.